# مرحلة خروج المغلوب في كأس الكونفيدرالية الإفريقية 2012
مرحلة خروج المغلوب من كأس الاتحاد الأفريقي لكرة القدم 2012 جرت في نوفمبر 2012. لعبت المباريات في 2-4 نوفمبر (مباريات النصف النهائي المواجهة الأولى)، 9-11 نوفمبر (مباريات النصف النهائي المواجهة الثانية)، 16-18 نوفمبر (مباراة النهائي المواجهة الأولى)، 23-25 نوفمبر (مباراة النهائي المواجهة الثانية).

## الأندية المتأهلة
| المجموعة         | بطل المجموعة | الوصيف  |
| ---------------- | ------------ | ------- |
| المجموعة الأولى  | المريخ       | الهلال  |
| المجموعة الثانية | دجوليبا      | ليوبارد |

### النصف النهائي

#### المواجهة الأولى

##### مباراة الدهاب
| ليوبارد                | 2 - 1 | المريخ     |
| ---------------------- | ----- | ---------- |
| غاندزي 49' · درامي 83' | تقرير | أسونوا 55' |

##### مباراة الإياب
| المريخ | 0 - 0 | ليوبارد |
| ------ | ----- | ------- |
|        | تقرير |         |

ليوبارد فاز 2-1 بمجموع المبارتين و تأهل إلى نهائي كأس الاتحاد الأفريقي لكرة القدم 2012.

#### المواجهة الثانية

##### مباراة الدهاب
| الهلال                              | 2 - 0 | دجوليبا |
| ----------------------------------- | ----- | ------- |
| إبراهيما ساني 44' · مدثر الطاهر 48' | تقرير |         |

##### مباراة الإياب
| دجوليبا                       | 2 - 0 (ب.و.إ.) | الهلال |
| ----------------------------- | -------------- | ------ |
| تراوري 53' · أبوتا 83' (ركل.) | تقرير          |        |

2-2 مجموع المبارتين . دجوليبا فاز بركلات ترجيحية و تأهل إلى نهائي كأس الاتحاد الأفريقي لكرة القدم 2012 .

### النهائي

#### مباراة الدهاب
| دجوليبا                                  | 2 - 2 | ليوبارد                 |
| ---------------------------------------- | ----- | ----------------------- |
| بڤايوكو 36 ' (ركل.) · ساليف كوليبالي 74' | تقرير | كيفوري 22' · نغويلو 87' |

#### مباراة الإياب
| ليوبارد                     | 2 - 1 | دجوليبا            |
| --------------------------- | ----- | ------------------ |
| غاندزي 24' · بي بي-نداي 45' | تقرير | ساليف كوليبالي 34' |

فوز ليوبارد 4-3 بمجموع البارتين